# Hermann Dietrich (Politiker, 1879)

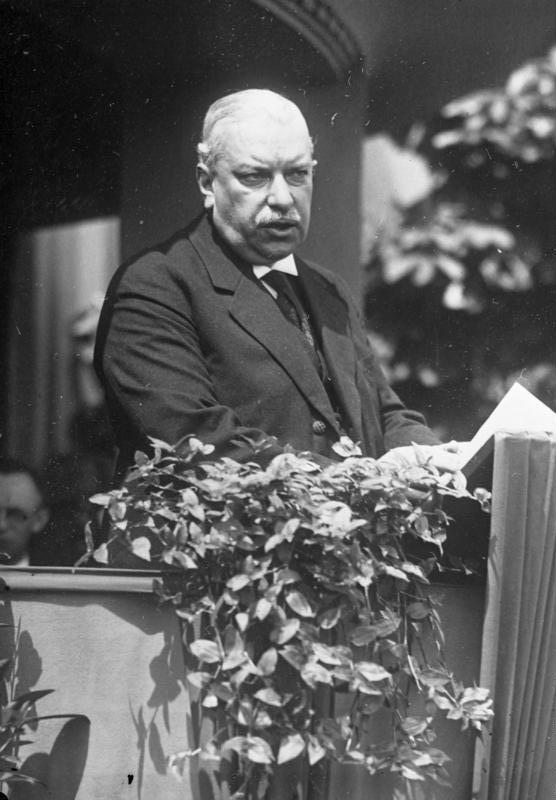
Hermann Dietrich, 1930

Hermann Robert Dietrich (* 14. Dezember 1879 in Oberprechtal; † 6. März 1954 in Stuttgart) war ein deutscher Politiker der Deutschen Demokratischen Partei (DDP) sowie Minister und Vizekanzler in der Weimarer Republik.

## Leben und Beruf
Dietrich war das zweite von fünf Kindern eines evangelischen Landpfarrers und wuchs in Schallbach bei Lörrach auf. Nach dem Abitur 1897 auf dem Gymnasium in Lörrach studierte Dietrich bis 1901 an den Universitäten Straßburg, Basel, Göttingen und Heidelberg Rechtswissenschaften. In Straßburg trat er der Burschenschaft Arminia Straßburg (später zu Tübingen) bei, deren Ehrenvorsitzender er wurde. Nach dem anschließenden Referendariat war er ab 1905 Stadtrechtsrat in Karlsruhe.
Hermann Dietrich war evangelischen Glaubens. In erster Ehe war er seit 1918 mit der Kehler Fabrikantentochter Elisabeth Trick verheiratet, die einiges Vermögen in die Ehe einbrachte, aber schon drei Jahre nach der Hochzeit verstarb. Die zweite Ehe ging er 1927 mit Marta Troeltsch, der Witwe des Theologen Ernst Troeltsch, ein, die einen Sohn Ernst mitbrachte, den Dietrich adoptierte.
Dietrich verstarb im Alter von 74 Jahren in Stuttgart und wurde auf dem Friedhof von St. Märgen im Schwarzwald beigesetzt. Sein Nachlass befindet sich im Bundesarchiv Koblenz.

## Partei
Im Kaiserreich war Dietrich Mitglied der Nationalliberalen Partei. Im Gegensatz zu den meisten seiner Parteifreunde schloss er sich 1918 nicht der Deutschen Volkspartei an, sondern beteiligte sich an der Gründung der DDP. Dort galt er als die unbestrittene Führungsfigur der Partei im Land Baden. Nach der Umbenennung der DDP zur Deutschen Staatspartei nach der Reichstagswahl 1930 wurde Dietrich zu ihrem Vorsitzenden gewählt.
Nach dem Zweiten Weltkrieg war er Mitbegründer der Demokratischen Volkspartei, die später zum Landesverband der FDP in Baden-Württemberg wurde.

## Abgeordneter
Dietrich war von 1911 bis 1921 Mitglied des Badischen Landtags. 1919 wurde er als Abgeordneter in die Weimarer Nationalversammlung gewählt, legte sein Mandat aber bereits am 12. April 1919 nieder. 1920 kehrte er mit der Wahl in den Deutschen Reichstag in die Reichspolitik zurück. Er war bis Juli 1933 Reichstagsabgeordneter. Obwohl, wie auch Theodor Heuss, ursprünglich gegen die Zustimmung zum Ermächtigungsgesetz, beugte er sich der Mehrheit der anderen Staatspartei-Abgeordneten (Ernst Lemmer, Reinhold Maier und Heinrich Landahl) und stimmte dem Gesetz im Reichstag zu. Gegenüber Kritikern wie z. B. Friedrich Ablass begründete er dies damit, dass es darauf angekommen sei, die vielen Staatsparteimitglieder im öffentlichen Dienst zu schützen, die bei einer Ablehnung sofort von den Nationalsozialisten entlassen worden wären.

## Öffentliche Ämter
Von 1908 bis 1914 war Dietrich Bürgermeister von Kehl, anschließend bis 1919 Oberbürgermeister von Konstanz.
Dietrich war von November 1918 bis 1920 Badischer Minister des Äußeren. Er bekleidete in den Reichsregierungen der Weimarer Republik zwischen 1928 und 1932 verschiedene Kabinettsposten. Im Kabinett Müller II versah er das Reichsministerium für Ernährung und Landwirtschaft; im folgenden Kabinett Brüning I setzte er dieses Amt fort, wechselte dann an die Spitze des Finanzministeriums, das er auch im zweiten Kabinett Brüning leitete. Unter Heinrich Brüning diente er zudem als Vizekanzler (30. März 1930 bis 30. Mai 1932). Als Finanzminister hatte er dessen Deflationspolitik zu verantworten, was in Teilen der DDP, vor allem im eher linken Hamburger Landesverband, zu erheblicher Verbitterung führte. Nach seinem Ausscheiden aus der Regierung war er als Rechtsanwalt tätig.
Anfang Februar 1946 wurde Dietrich Vorsitzender des Koordinierungsausschusses zum Ausgleich der Erzeugung und der Verbrauchslenkung in der französischen Zone in Baden-Baden. Vom 13. Mai 1946 bis 31. März 1947 war er Sonderbevollmächtigter für Ernährung und Landwirtschaft des Länderrates des amerikanischen Besatzungsgebietes, und vom 24. September 1946 bis zu dessen Auflösung am 21. August 1947 Direktor des Verwaltungsamtes für Ernährung und Landwirtschaft des amerikanischen und britischen Besatzungsgebietes; sein Stellvertreter dort war Hans Schlange-Schöningen. Dem Nachfolgeamt, der Verwaltung für Ernährung, Landwirtschaft und Forsten des Vereinigten Wirtschaftsgebiets (dem Vorgänger des Bundesministeriums für Ernährung, Landwirtschaft und Forsten) gehörte er nicht mehr an.

## Ehrungen

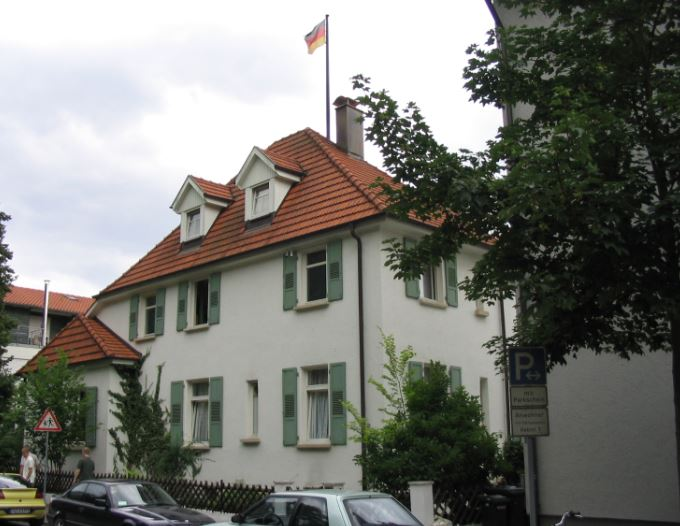
Das Hermann-Dietrich-Haus in der Tübinger Gartenstraße

Dietrich wurde 1952 mit dem Großen Verdienstkreuz mit Stern der Bundesrepublik Deutschland ausgezeichnet. Nach ihm sind die Hermann-Dietrich-Straße in Kehl und das Hermann-Dietrich-Haus der Straßburger Burschenschaft Arminia zu Tübingen in der Gartenstraße in Tübingen benannt.